# The Bond of Blood
The Bond of Blood è un cortometraggio muto del 1916 diretto da Van Dyke Brooke. Tratto dal lavoro teatrale One Touch of Nature di Benjamin Webster, il soggetto venne adattato per lo schermo dallo stesso regista e da A. Van Buren Powell, uno sceneggiatore che, dal 1914 al 1921, firmò oltre quaranta sceneggiature.

## Produzione
Il film fu prodotto dalla Vitagraph Company of America. Venne girato a Los Alamitos, in California.

## Distribuzione
Distribuito dalla General Film Company, il film - un cortometraggio in tre bobine - uscì nelle sale cinematografiche statunitensi il 5 agosto 1916.